# مجزرة عائلة شقورة (6 نوفمبر 2023)
مجزرة عائلة شقورة (6 نوفمبر 2023) هي مجزرةٌ ارتكبها سلاح الجوّ الإسرائيلي حينما أغارَ على منزل يتبع لعائلة شقورة الموجود في حي الأمل غرب مدينة خان يونس جنوب قطاع غزة. وخلال ساعات العصر الأولى ليوم الإثنين الموافق 6 نوفمبر 2023 قام سلاح الجو بشن سلسلة غارات استهدفت منزل عائلة شقورة بالإضافة إلى تضرر عدة منازل مجاورة. هذه المجزرة من ضمن عدة مجازر وقعت خلال عملية طوفان الأقصى. تسبّبت هذه المجزرة الإسرائيليّة والتي استهدفت عائلة شقورة إلى استشهاد أكثر من 7 شهداء من عائلة شقورة وجميعهم من عائلة واحدة، ومعظمهم أطفال ونساء إضافة إلى عشرات الجرحى وعدد كبير من المفقودين.

## خلفية الحدث
في ساعاتِ الصباح الأولى من يوم السابع من أكتوبر 2023 أطلقت حركة المقاومة الإسلامية حماس عبر ذراعها العسكري كتائب الشهيد عز الدين القسام عملية طوفان الأقصى وذلك ردًا على الاعتداءات الإسرائيلية وتدنيس الأقصى والاستمرار في الاستيطان، كما أكّد على ذلك محمد الضيف القائد العام للقسّام والذي أعطى إشارة انطلاق العمليّة التي شهدت اقتحامًا من المقاومين لمستوطنات غلاف غزة ونجحوا في قتلِ عدد كبيرٍ من الجنود الإسرائيلين، وأسر عشرات آخرين كما استطاعوا خلال ساعات قطع عشرات الكيلومترات ووصلوا لمستوطنات أبعد من تلك المحيطة والقريبة من قطاع غزة.
استمرَّت الاشتباكات بين الجيش الإسرائيلي وبين المقاومين في عديد من المستوطنات وعلى رأسها مستوطنة سديروت. الرد الإسرائيلي على هذه العمليّة جاء من خلال شنّ سلاح الجو الإسرائيلي عشرات الغارات العشوائيّة على القطاع متسبّبة في مقتل عشرات المدنيين وتدمير البنية التحتية لمدن القطاع، ليصل حد فرض إغلاق شامل وقطع متعمد لكل الخدمات من ماء وكهرباء وغاز، وهو ما هدَّد حياة أكثر من مليونَي فلسطيني يعيشُ داخل القطاع الذي يُعاني أصلًا من تبعات الحصار الخانق عليهم منذ ستة عشر عاماً.
وفي مساء يوم 27 أكتوبر/تشرين الأول، أعلن جيش الاحتلال الإسرائيلي بدء الهجوم بري على قطاع غزة من خلال بدء التوغل في بلدة بيت حانون ومخيم البريج. حدث الهجوم وسط سلسلة من الغارات الجوية الإسرائيلية واسعة النطاق التي أدت إلى قطع الاتصالات المتنقلة والوصول إلى الإنترنت في غزة.

## الضحايا
1. عبد الرحمن اياد ابراهيم شقورة
2. محمود ابراهيم حسين شقورة
3. عمر اياد إبراهيم شقورة
4. زينب على عبد الهادي شقورة
5. حسين ابراهيم حسين شقورة
6. إسراء إبراهيم شقورة
7. نبيل عاصم نبيل ابو شمالة